# Sady Wielkie
Sady Wielkie (ukr. Великі Сади) – wieś na Ukrainie w rejonie dubieńskim obwodu rówieńskiego.